# Dworzyszcze (gmina Mariampol)
Dworzyszcze (lit. Dvarykščiai) – wieś na Litwie, w okręgu wileńskim, w rejonie wileńskim, w gminie Mariampol.
Współcześnie miejscowość obejmuje także dawny folwark Sadkowszczyzna.

## Historia
W dwudziestoleciu międzywojennym leżało w Polsce, w województwie wileńskim, w powiecie wileńsko-trockim, w gminie Rudomino. W 1931 miejscowości liczyły:
- majątek Dworzyszcze – 44 mieszkańców, zamieszkałych w 4 budynkach,
- folwark Sadkowszczyzna – 13 mieszkańców, zamieszkałych w 2 budynkach[1].

Po II wojnie światowej w granicach Związku Sowieckiego. Od 1991 na niepodległej Litwie.